# Concerto cho violin số 4 (Mozart)
Bản concerto cho vĩ cầm số 4 cung Rê trưởng, K. 218, là một sáng tác của Wolfgang Amadeus Mozart năm 1775 ở Salzburg. Chữ ký của bản nhạc hiện đang được lưu giữ tại Thư viện Jagiellońska, Kraków, Ba Lan. Dường như ban đầu Mozart đã sáng tác tác phẩm cho chính mình để chơi, nhưng sau khi rời Dàn nhạc cung đình Salzburg, ông đã thay đổi ý định và cập nhật bản concerto cho người kế nhiệm vị trí trong dàn nhạc của mình, Antonio Brunetti. Hiện giờ vẫn còn tranh cãi về việc liệu bản concerto này đã vượt quá trình độ thành thạo của Mozart hay không, hay ông cố tình làm khó bản concerto cho Brunetti vì khả năng của Brunetti là lớn hơn. Chương đầu tiên có biệt danh là Mozart Concerto "quân sự" trong khi chương thứ hai bao gồm các dòng giai điệu êm dịu. Chương thứ ba mang âm hưởng vui tươi đầy thú vị.

## Cấu trúc
Concerto có cấu trúc nhanh - chậm - nhanh thông thường và kéo dài khoảng 23 phút. Dưới đây là các chương:
1. Allegro
2. Andante cantabile (La trưởng)
3. Rondeau (Andante grazioso – Allegro ma non troppo)

Mở đầu chương đầu tiên, Allegro, giai điệu có nhịp điệu hành quân và động tác giống như một chiếc kèn.